# Jayson Tatum
Jayson Christopher Tatum (St. Louis, 3 de março de 1998) é um jogador norte-americano de basquete profissional que atualmente joga pelo Boston Celtics na National Basketball Association (NBA).
Depois de uma temporada em Duke, ele entrou no Draft da NBA de 2017 e foi selecionado na terceira escolha geral pelos Celtics.

## Primeiros anos
Tatum cursou a Chaminade College Preparatory School em Creve Coeur, Missouri. Como calouro, ele teve médias de 13,3 pontos e 6,4 rebotes e foi nomeado co-MVP da Conferência Metropolitana de 2013. Em seu segundo ano, ele teve uma média de 26,0 pontos e 11,0 rebotes.
Em seu terceiro ano, Tatum teve médias de 25,9 pontos, 11,7 rebotes e 3,4 assistências e foi selecionado para a Segunda-Equipe  da Naismith Trophy.
Antes de seu quarto ano, Tatum fez um compromisso verbal com a Universidade de Duke da Carolina do Norte. Entre os destaques do seu último ano estiveram um jogo de 40 pontos e 17 rebotes na vitória por 76-57 sobre Bentonville High School, um jogo de 46 pontos contra Huntington Prep no Cancer Research Classic e um jogo de 40 pontos em uma vitória sobre DeMatha Catholic High School no HoopHall Classic.

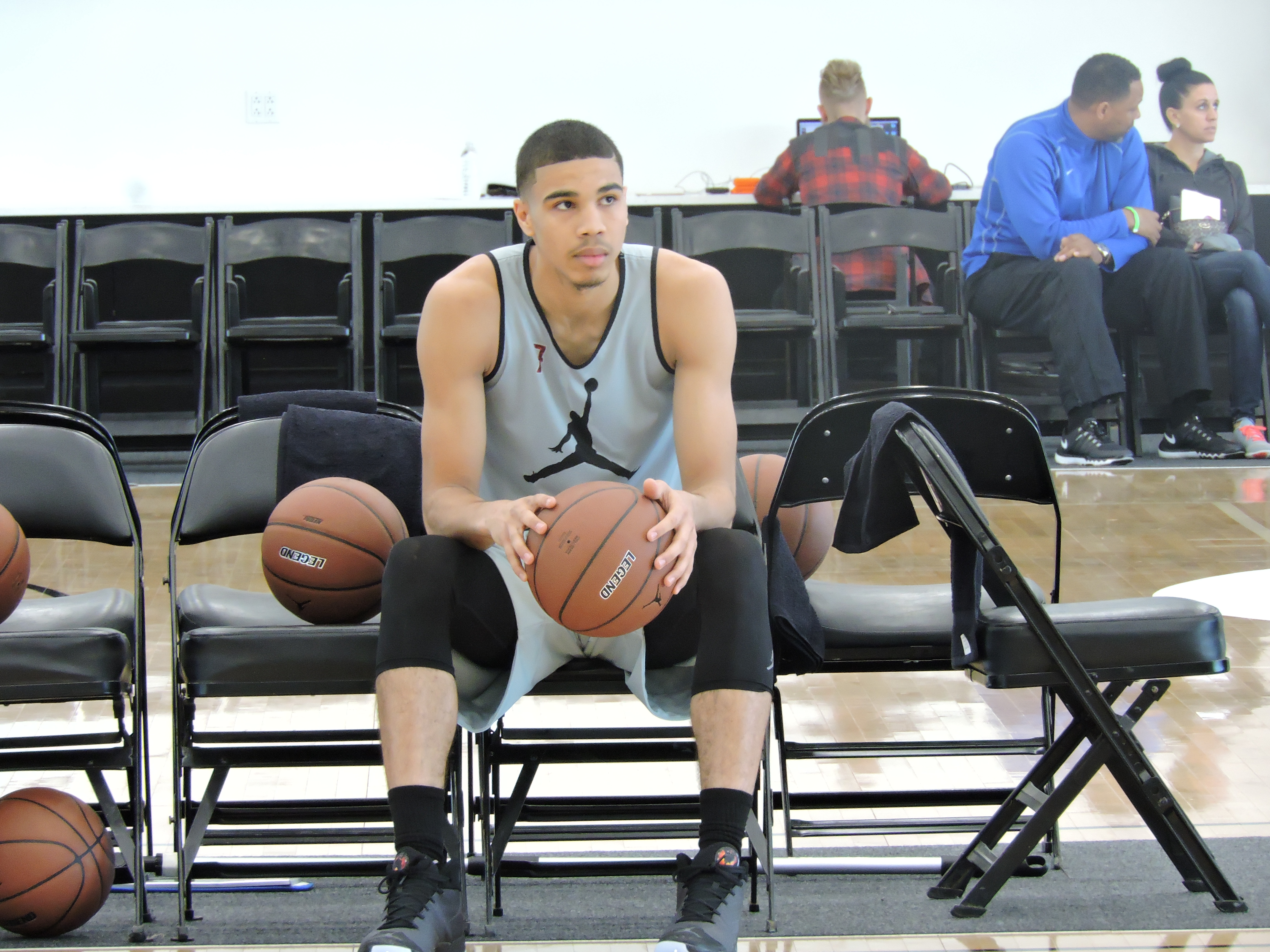
Tatum no Jordan Brand Classic de 2016

Em seu último ano, Tatum teve uma média de 29,6 pontos e 9,1 rebotes e teve seis jogos de 40 pontos, enquanto liderou a escola até seu segundo campeonato estadual em Missouri.
Tatum foi selecionado para o McDonald's All-American Game de 2016, para o Jordan Brand Classic e pro Nike Hoop Summit além de ser eleito o Melhor Jogador do Ano Gatorade em 2016.
Tatum foi classificado como um recruta de cinco estrelas e considerado uma das melhores perspectivas na classe de 2016. Ele foi classificado como recruta geral número 3 atrás de Harry Giles e Josh Jackson.

### Prospecto universitário
| Nome | Cidade natal                                                        | Escola                 | Altura | Peso  | Data                |
| --- | ------------------------------------------------------------------- | ---------------------- | ------ | ----- | ------------------- |
| Jayson Tatum SF | St. Louis, MO                                                       | Chaminade College Prep | 2.03 m | 93 kg | 12 de Julho de 2015 |
| Jayson Tatum SF | Classificação: Scout: Rivals: 247Sports: ESPN: ESPN grade: 97       |                        |        |       |                     |
| Jayson Tatum SF | Classificação geral de novatos: Scout: 4º \| Rivals: 3º \| ESPN: 3º |                        |        |       |                     |
| - Nota: Em muitos casos, Scout, Rivals, 247Sports e ESPN podem entrar em conflito em suas listas de altura e peso. Nestes casos, a média foi obtida. As notas da ESPN estão em uma escala de 100 pontos. - Fonte: |                                                                     |                        |        |       |                     |

## Carreira universitária

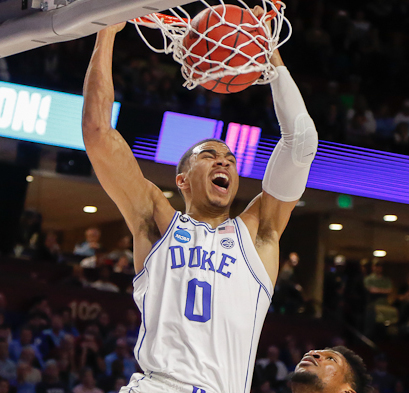
Tatum fazendo uma enterrada pelo Duke Blue Devils em 2017.

Tatum perdeu 8 jogos devido a uma lesão no pé sofrida antes do inicio da temporada. Em 3 de dezembro de 2016, em sua estreia por Duke, Tatum registrou 10 pontos em uma vitória por 94-55 sobre Maine. Em 6 de dezembro de 2016, Tatum registrou 22 pontos e teve 8 rebotes na vitória por 84-74 sobre Flórida no Jimmy V Classic.
Em 21 de dezembro de 2016, Tatum marcou 18 pontos, teve oito rebotes e quatro bloqueios em uma vitória por 72-61 sobre Elon. Em 4 de janeiro de 2017, Tatum marcou 19 pontos na vitória por 110-57 sobre Georgia Tech. Em 7 de janeiro, ele registrou 22 pontos e teve 6 rebotes na vitória sobre Boston College.
Em 21 de janeiro, Tatum marcou 14 pontos na vitória por 70-58 sobre Miami. Em 15 de fevereiro, ele marcou 28 pontos e teve 8 rebotes na vitória por 65-55 sobre Virgínia.
Entrando como a quinta melhor equipe no Torneio ACC, Duke derrotou Clemson na segunda rodada e Louisville nas quartas de final. Em 10 de março, Tatum marcou 24 pontos em uma vitória sobre a rival Carolina do Norte nas semifinais. Em 11 de março, Tatum registrou 19 pontos e teve 8 rebotes na vitória por 75-69 sobre Notre Dame, conquistando o torneio da ACC. Tatum foi nomeado para a equipe do torneio tendo médias de 22,0 pontos, 7,5 rebotes e 1,5 roubos de bola.
Entrando como a segunda melhor equipe no Campeonato de Basquetebol Masculino da NCAA, Duke derrotou a Troy University na primeira rodada, mas acabou perdendo na segunda rodada contra Carolina do Sul. Tatum teve uma média de 16,5 pontos e 7,5 rebotes por jogo no torneio.
Em sua primeira temporada em Duke, Tatum jogou 29 partidas e obteve médias de 16,8 pontos, 7,3 rebotes, 2,1 assistências e 1,3 roubadas de bola por jogo. Ele foi nomeado para a equipe de calouros da ACC.
Na conclusão de sua temporada de calouro, Tatum optou por ir diretamente para o Draft de 2017 da NBA, onde ele foi projetado como uma seleção de primeira rodada.

## Carreira profissional

### Boston Celtics (2017–Presente)

#### Temporada de novato

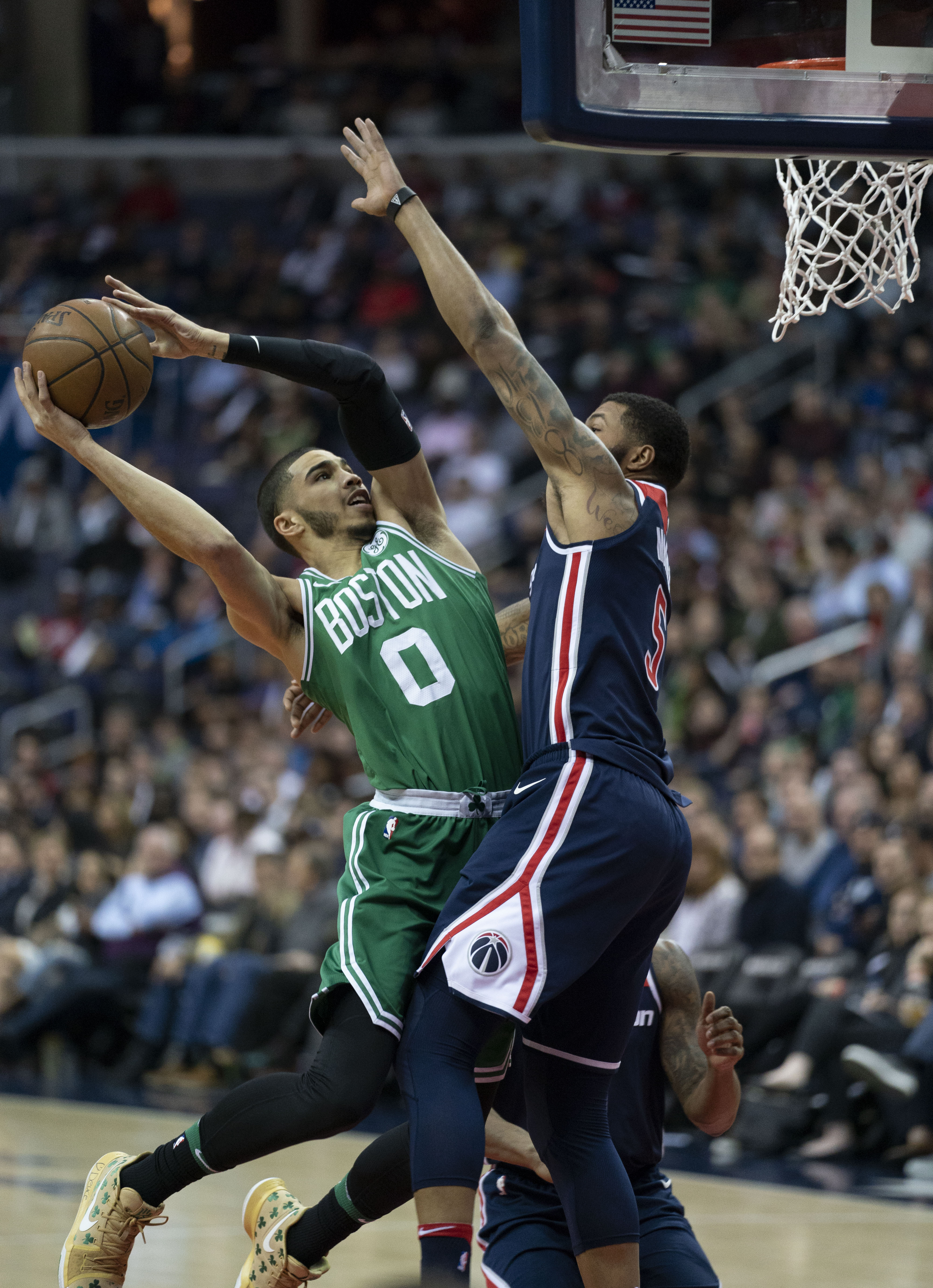
Tatum (esquerda) tenta um arremesso contra o Washington Wizards em 2018.

Em um movimento polêmico, o gerente geral do Boston Celtics, Danny Ainge, negociou a escolha de número 1 do draft de 2017 para o Philadelphia 76ers na esperança de que ele pudesse adquirir outro draft valioso e ainda atingir o jogador que ele realmente queria, Tatum. Os Celtics o selecionaram na 3° posição geral, com a escolha que eles receberam dos 76ers.
Durante o evento da NBA Summer League em Utah, ele mostrou suas habilidades e terminou com média de 18,7 pontos, 9,7 rebotes, 2,3 roubadas de bola e 2,0 assistências em quase 33 minutos de ação. Mais tarde, em Las Vegas, Tatum produziu resultados semelhantes, com média de 17,7 pontos, 8,0 rebotes, 1,0 assistências e 0,8 bloqueios em quase 32 minutos de ação nos três jogos que ele foi autorizado a jogar. Como resultado, ele foi nomeado para o Segundo-Time da Summer League ao lado de Bryn Forbes, Cheick Diallo, Wayne Selden Jr. e Kyle Kuzma.
Em sua estréia na NBA, Tatum registrou um duplo-duplo com 14 pontos e 10 rebotes em uma derrota por 102-99 para o Cleveland Cavaliers. Tatum registrou 24 pontos na vitória sobre o New York Knicks em 24 de outubro de 2017. Ele foi nomeado Novato do Mês da Conferência Leste em dezembro de 2017.
Os Celtics terminaram a temporada com um recorde de 55-27, entrando nos Playoffs com a segunda melhor campanha da Conferência Leste. No jogo 1 da primeira rodada contra o Milwaukee Bucks, Tatum registrou um duplo-duplo com 19 pontos e 10 rebotes. No jogo 4, ele teve 21 pontos, e no jogo 6, ele terminou com 22. Os Celtics derrotaram os Bucks no jogo 7 por uma pontuação de 112-96, com Tatum marcando 20 pontos.
No jogo 1 da segunda rodada contra o Philadelphia 76ers, Tatum marcou 28 pontos em uma vitória por 117-101, tornando-se o primeiro novato dos Celtics a marcar 25 ou mais pontos em um jogo desde Larry Bird durante o playoffs de 1980, também contra os 76ers. Depois de somar 21 pontos em uma vitória no Jogo 2, ele se tornou o jogador mais jovem a marcar pelo menos 20 pontos em quatro jogos seguidos de playoffs aos 20 anos e 61 dias, superando Kobe Bryant, que conseguiu o feito durante os playoffs de 1999 aos 20 anos e 272 dias. Depois de liderar os Celtics com 24 pontos em uma prorrogação no Jogo 3, ele se tornou o primeiro novato dos Celtics a marcar 20 pontos em cinco jogos consecutivos. No final de seus playoffs, ele se juntou a Kareem Abdul-Jabbar como os únicos novatos na história dos playoffs a registrar 10 jogos com 20 ou mais pontos marcados durante o seu primeiro playoffs. Além disso, LeBron James elogiaria Tatum, afirmando "Ele é feito para o estrelato".
Em 22 de maio de 2018, ele foi nomeado para o Primeiro-Time do NBA All-Rookie Team.

#### Temporada de 2018–19
Na abertura da temporada de 2018-19, Tatum registrou 23 pontos, 9 rebotes e 3 assistências na vitória por 105-87 contra o Philadelphia 76ers. Em 20 de outubro, ele registrou 24 pontos e 14 rebotes na vitória por 103-101 sobre o New York Knicks. Em 25 de outubro, Tatum registrou 24 pontos e 6 rebotes na vitória por 101–95 sobre o Oklahoma City Thunder. Em 25 de dezembro, ele registrou 23 pontos e 10 rebotes na vitória por 121–114 contra o Philadelphia 76ers.
Nessa temporada, ele jogou em 79 jogos e teve médias de 15.7 pontos, 6.0 rebotes, 2.1 assistencias e 1.1 roubos de bola.

#### Temporada de 2019–20

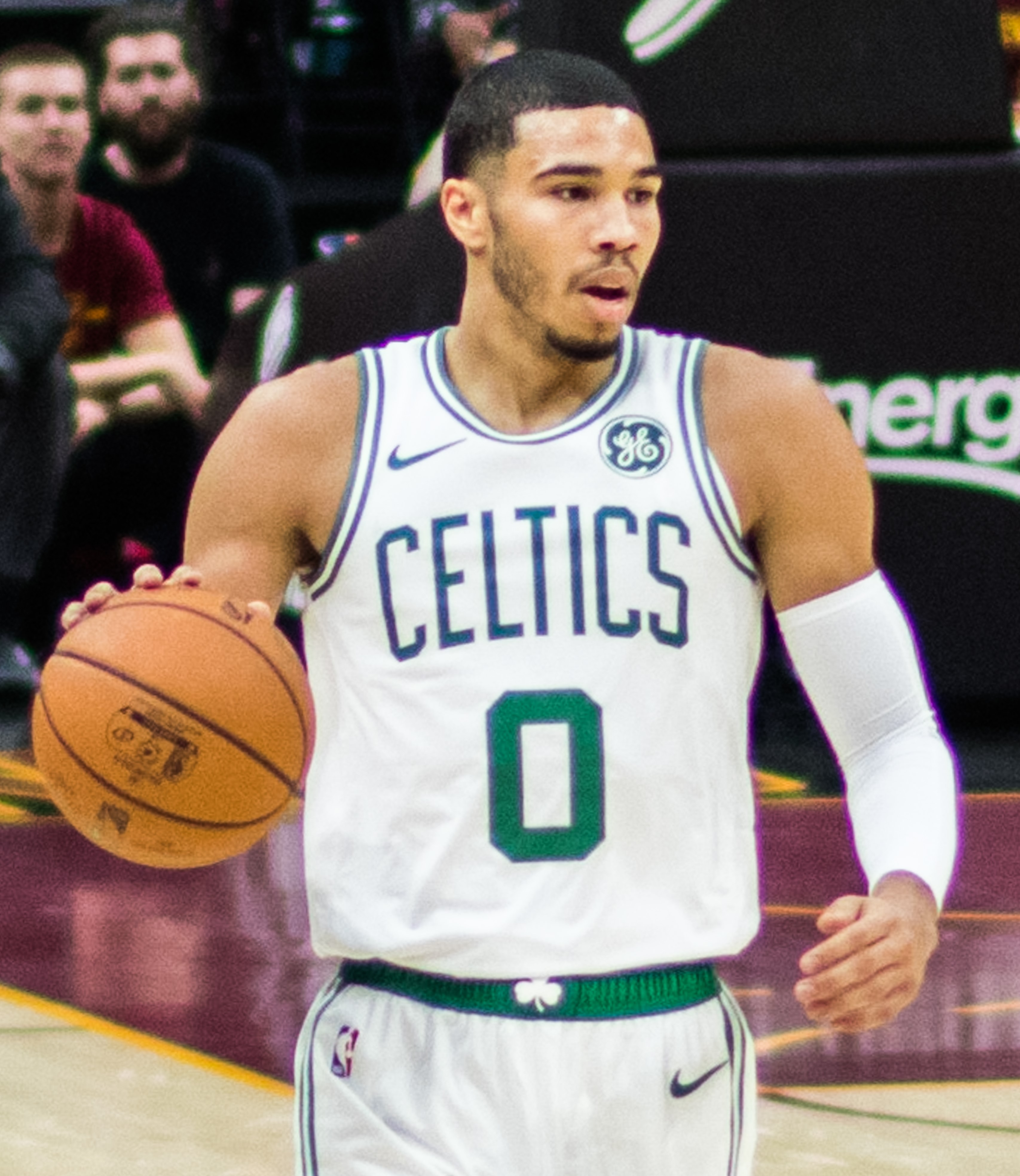
Tatum com os Celtics em setembro de 2020

Em 22 de dezembro de 2019, Tatum registrou 39 pontos, maior marca de sua carreira, e 12 rebotes na vitória por 119-93 sobre o Charlotte Hornets. Ele ultrapassaria o recorde de sua carreira com 41 pontos contra o New Orleans Pelicans em uma vitória por 140-105 em 11 de janeiro de 2020.
Em 30 de janeiro, Tatum foi nomeado para o All-Star Game da NBA pela primeira vez em sua carreira, sendo selecionado como uma reserva da Conferência Leste.
Em 13 de fevereiro, Tatum marcaria novamente 39 pontos e levaria Boston a uma vitória por 141-133 sobre o Los Angeles Clippers. Em 23 de fevereiro, ele igualou o recorde de sua carreira de 41 pontos na derrota por 114-112 para o Los Angeles Lakers.
Na pós-temporada, os Celtics conseguiu avançar para as finais da Conferência Leste pela segunda vez nos três anos de Tatum na NBA, após vitórias na série sobre o Philadelphia 76ers e o Toronto Raptors em quatro e sete jogos, respectivamente. No entanto, Boston foi eliminado pelo Miami Heat em seis jogos.

#### Temporada de 2020–21
Em 22 de novembro de 2020, Tatum e os Celtics concordaram com uma extensão máxima de cinco anos no valor de $ 195 milhões.
Na noite de abertura da temporada em 23 de dezembro de 2020, Tatum registrou 30 pontos e sete rebotes na vitória por 122-121 contra o Milwaukee Bucks. Em 3 de janeiro de 2021, Tatum registrou 24 pontos e 12 assistências, o recorde de sua carreira, na vitória de 122-120 contra o Detroit Pistons. No dia seguinte, Tatum marcou 40 pontos, o recorde da temporada, na vitória por 126-114 contra o Toronto Raptors. Em 9 de janeiro de 2021, foi confirmado que Tatum testou positivo para COVID-19 e perdeu vários jogos.
Em 9 de abril, Tatum marcou 53 pontos em uma vitória contra o Minnesota Timberwolves. Ele foi o jogador mais jovem dos Celtics a marcar mais de 50 pontos; ele também marcou o terceiro maior número de pontos pelos Celtics, atrás de Larry Bird e Kevin McHale, e tornou-se o segundo jogador na história da franquia a marcar mais de 50 pontos e pegar mais de 10 rebotes desde Bird em novembro de 1989. Tatum e Zach LaVine, do Chicago Bulls, tornaram-se apenas o segundo par de jogadores na temporada de 2020-21 a marcar mais de 50 pontos no mesmo dia.
Em 4 de maio, Tatum trouxe os Celtics de volta de um déficit de 32 pontos contra o San Antonio Spurs, uma performance que produziu o terceiro maior retorno da história da NBA e deu a Tatum outro recorde na carreira de 60 pontos, empatado com o maior total de pontos por um jogador dos Celtics (Larry Bird). Tatum foi nomeado o Jogador da Semana da Conferência Leste depois de ter médias de 42,7 pontos, 6,0 assistências e 6,0 rebotes.
No primeiro jogo do play-in em 18 de maio, Tatum marcou 50 pontos, guiando os Celtics para uma vitória sobre o Washington Wizards e consolidando a equipe como a sétima melhor campanha na Conferência Leste. Tatum tornou-se um de uma lista de elite de jogadores que marcaram mais de 50 pontos em play-ins/playoffs.
No Jogo 3 da primeira rodada contra o Brooklyn Nets, Tatum registrou 50 pontos, 6 rebotes, 7 assistências e 2 roubos. Com o feito, Tatum alcançou uma variedade de recordes, tornando-se o primeiro jogador na história dos playoffs a marcar 50 pontos depois de marcar dígitos únicos no jogo anterior; ele também passou dos 1.000 pontos nos playoffs e se tornou o quinto maior pontuador na pós-temporada aos 23 anos ou mais jovem na história da NBA, bem como o primeiro jogador do Celtics desde Isaiah Thomas a marcar mais de 50 pontos nos playoffs e o terceiro jogador mais jovem na história dos playoffs a atingir essa marca em um único jogo. Em termos de recordes de franquia, Tatum tornou-se apenas a sexta pessoa na história dos Celtics a marcar mais de 50 pontos em um jogo de playoff; ele também se tornou o único jogador na história da NBA a marcar mais de 50 pontos mais de uma vez na temporada regular, mais de 50 pontos em um jogo de play-in e mais de 50 pontos nos playoffs. Apesar de perder para os Nets em cinco jogos, Tatum estabeleceu um recorde da franquia de mais pontos marcados em um período de três jogos nos playoffs com um total de 122 pontos.

#### Temporada da 2021-22: Primeira-Equipe da NBA e primeira final da NBA
Em 25 de outubro de 2021, na vitória por 140 a 129 na prorrogação sobre o Charlotte Hornets, Tatum anotou 41 pontos, 7 rebotes e 8 assistências para levar os Celtics à primeira vitória na temporada. Em 23 de janeiro de 2022, ele marcou 51 pontos, 10 rebotes e 7 assistências na vitória por 116 a 87 sobre o Washington Wizards.
Em 3 de fevereiro, Tatum foi selecionado para sua terceira aparição consecutiva no All-Star Game da NBA.
Em 3 de março, Tatum marcou 21 de seus 37 pontos no quarto quarto da vitória por 120 a 107 sobre o Memphis Grizzlies. No jogo seguinte, ele marcou 54 pontos, um recorde da sua carreira, na vitória por 126 a 120 sobre o Brooklyn Nets. Esta foi a quarta vez que Tatum marcou 50+ pontos em um jogo em sua carreira, empatando com Larry Bird como o jogador com mais números de jogos de 50 pontos na história do Celtics. Em 7 de março, Tatum foi nomeado Jogador da Semana da Conferência Leste após ter médias de 41,3 pontos, 6,3 rebotes e 5,0 assistências. Em 18 de março, em uma vitória por 126-97 sobre o Sacramento Kings, Tatum e Jaylen Brown marcaram pelo menos 30 pontos cada no mesmo jogo pela quarta vez na temporada e oitava vez no geral, isso quebrou o recorde de Bird e Kevin McHale que também registraram quatro desses jogos na temporada de 1986-87. Em 28 de março, Tatum se tornou o primeiro jogador na história da franquia a ser nomeado Jogador da Semana em semanas consecutivas.
Em 17 de abril, durante o jogo 1 da primeira rodada dos playoffs, Tatum registrou 31 pontos e oito assistências. Em 23 de abril, ele marcou 39 pontos e 6 roubos de bola em uma vitória por 109 a 103 no Jogo 3. Dois dias depois, Tatum e os Celtics venceram o Brooklyn Nets por 116 a 112, avançando para a 2ª rodada dos playoffs. Em 9 de maio, no Jogo 4 das semifinais da Conferência Leste, ele registrou 30 pontos e 13 rebotes na vitória por 116 a 108 sobre o atual campeão Milwaukee Bucks para empatar a série em 2 a 2. No Jogo 6 da série, Tatum teve 46 pontos e 9 rebotes para levar os Celtics a uma vitória por 108 a 95 e forçar um Jogo 7 em Boston. Dois dias depois, no Jogo 7, ele registrou 23 pontos, 6 rebotes e 8 assistências na vitória por 109 a 81 sobre os Bucks, garantindo assim aos Celtics uma vaga nas finais da Conferência Leste. Em 23 de maio, no Jogo 4 das finais, Tatum teve 31 pontos e 8 rebotes na vitória por 102 a 82 sobre o Miami Heat e empatou a série em 2 a 2. No decisivo Jogo 7 da série, ele registrou 26 pontos e 10 rebotes na vitória por 100 a 96 sobre Miami para levar os Celtics à sua primeira aparição nas finais da NBA desde 2010. Tatum foi eleito o MVP inaugural das finais da Conferência Leste após ter médias de 25.0 pontos, 8 rebotes e 5.5 assistências na série. Durante o Jogo 1 das Finais, Tatum liderou os Celtics a uma vitória por 120-108 sobre o Golden State Warriors com 13 assistências, o maior número de assistências registadas por um jogador em sua estreia nas Finais. Os Celtics lideraram a série por 2 a 1, mas acabaram perdendo em 6 jogos. Tatum estabeleceu o recorde de todos os tempos da NBA com 100 turnovers em uma única pós-temporada.

#### Temporada de 2022-23: MVP do All-Star Game
Em 30 de novembro de 2022, Tatum teve 49 pontos e 11 rebotes na vitória por 134 a 121 sobre o Miami Heat. Nesse jogo, ele se tornou o jogador mais jovem da história da NBA a fazer 900 cestas de três pontos, fazendo isso aos 24 anos e superando o recorde anterior estabelecido por Bradley Beal aos 25 anos. Tatum se tornou o primeiro jogador na história da NBA a registrar vários jogos de pelo menos 45 pontos, 10 rebotes e oito cestas de três pontos feitos. Ele também se tornou o sexto jogador na história da NBA a ter vários jogos com 45 pontos ou mais com 10 ou mais rebotes, enquanto cometeu apenas um turnover ou menos, juntando-se à companhia de Anthony Davis (seis jogos), Michael Jordan, Giannis Antetokounmpo (três cada), Kobe Bryant e Carmelo Anthony (dois cada). Ele foi eleito o Jogador do Mês da Conferência Leste com médias de 31,6 pontos, 7,8 rebotes e 4,5 assistências em outubro e novembro. Em 13 de dezembro, Tatum registrou 44 pontos, 9 rebotes e 6 assistências na vitória por 122 a 118 na prorrogação sobre o Los Angeles Lakers. Em 25 de dezembro, ele marcou 41 pontos na vitória por 139 a 118 sobre o Milwaukee Bucks. Ele e Jaylen Brown (29 pontos) combinaram para 70 pontos em um jogo pela oitava vez em suas carreiras.
Em 5 de janeiro de 2023, Tatum fez seu segundo triplo-duplo da carreira com 29 pontos, 14 rebotes e 10 assistências na vitória por 124 a 95 sobre o Dallas Mavericks. Em 11 de janeiro, ele registrou 31 pontos, 10 rebotes e quatro assistências na vitória por 125 a 114 contra o New Orleans Pelicans. Foi a 10ª vez que Tatum e Brown (41 pontos) combinaram para marcar 70+ pontos. Os Celtics estão invictos nesses jogos. Em 16 de janeiro, Tatum marcou 51 pontos na vitória por 130 a 118 sobre o Charlotte Hornets. Ele superou Larry Bird como o jogador mais jogos de 50 pontos na temporada regular na história dos Celtics. Em 19 de janeiro, em uma revanche das finais da NBA de 2022, Tatum registrou 34 pontos e 19 rebotes na vitória por 121 a 118 na prorrogação sobre o Golden State Warriors. Ele se tornou o primeiro jogador dos Celtics a registrar 30+ pontos, 15+ rebotes e 5+ assistências em um jogo desde Paul Pierce em 2002. Tatum também se tornou o 10º jogador na história da NBA a atingir 9.000 pontos na carreira antes dos 25 anos. Em 26 de janeiro, Tatum foi nomeado titular da Conferência Leste no All-Star Game da NBA de 2023, marcando sua quarta seleção geral e primeira como titular.

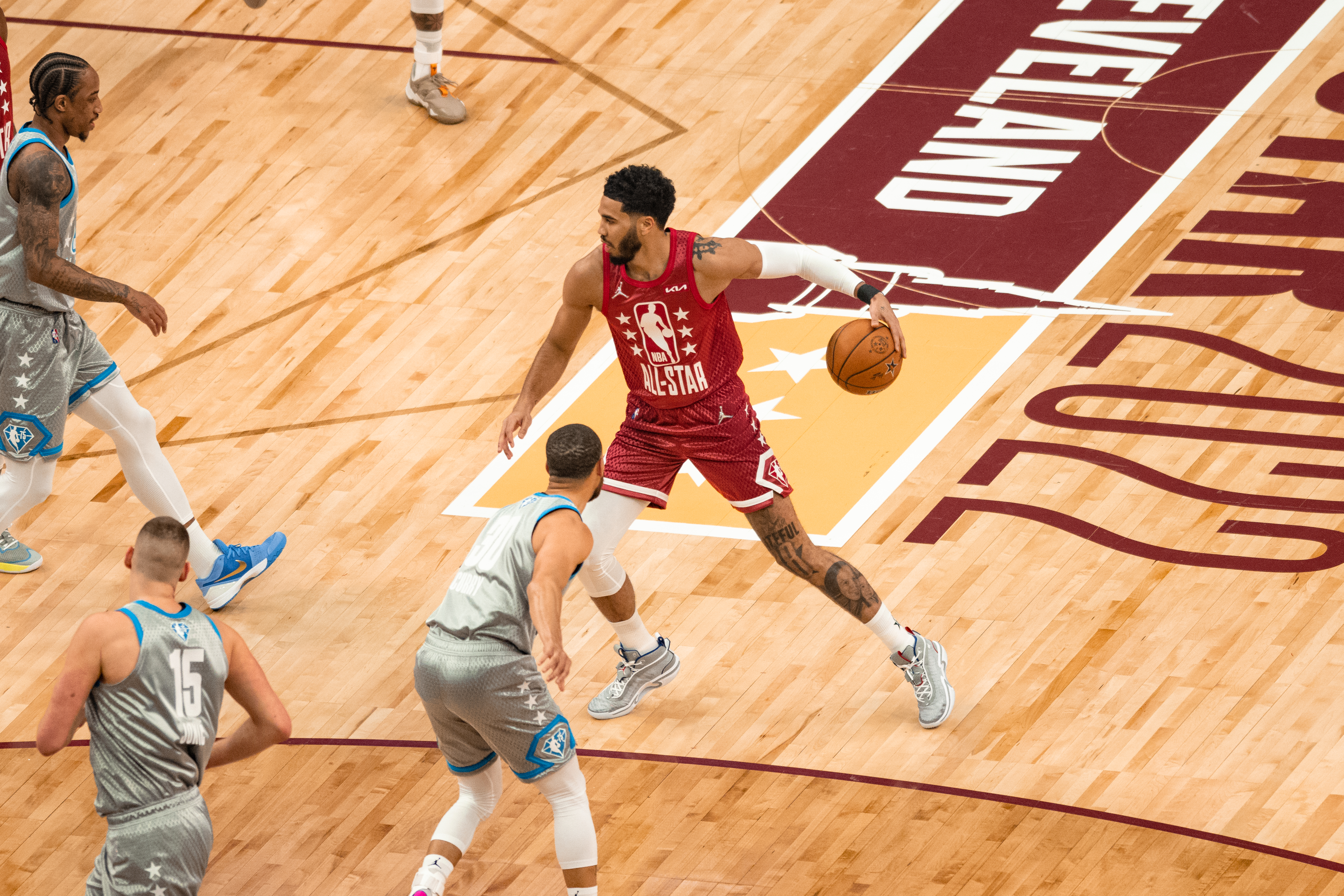
Tatum no All-Star Game da NBA de 2023

Em 10 de fevereiro, Tatum marcou 41 pontos em uma vitória por 127 a 116 contra os Hornets, tornando-se o jogador mais jovem (24 anos e 244 dias) a atingir 1.000 cestas de três pontos na carreira. Em 19 de fevereiro, jogando no All-Star Game, Tatum anotou 55 pontos e quebrou o recorde anterior de Anthony Davis de 52 pontos. Ele também ganhou o Prêmio de MVP do jogo. Ele também se tornou o primeiro jogador na história da NBA a marcar pelo menos 50 pontos na temporada regular, nos playoffs e no All-Star Game. Em 18 de março, Tatum se tornou o primeiro jogador da temporada a marcar pelo menos 2.000 pontos. Em 21 de março, Tatum marcou 36 pontos na vitória por 132 a 109 sobre o Sacramento Kings. Foi o 39º jogo de 30 pontos de Tatum na temporada, igualando o recorde de Larry Bird de mais jogos de 30 pontos em uma temporada na história do Celtics. No jogo seguinte, Tatum marcou 34 pontos, estabelecendo um recorde da franquia com seu 40º jogo de 30 pontos na temporada. Em 30 de março, ele anotou 40 pontos na vitória por 140 a 99 sobre o Milwaukee Bucks e superou Paul Pierce com o segundo maior número de jogos de 40 pontos na história do Celtics com 22. Tatum terminou a temporada com uma média de 30,1 pontos, tornando-se o único jogador na história dos Celtics a ter média de pelo menos 30 pontos em uma temporada. Seus 2.225 pontos totais marcados ao longo da temporada também foram a melhor marca da liga.
No Jogo 6 da primeira rodada dos playoffs contra o Atlanta Hawks, Tatum registrou 30 pontos e 14 rebotes na vitória por 128 a 120. No Jogo 7 das semifinais da Conferência Leste, ele estabeleceu um novo recorde de mais pontos marcados em um Jogo 7 com 51 pontos em uma vitória por 112-88 contra o Philadelphia 76ers, superando um recorde anterior detido por Stephen Curry (50 pontos) no início daquele ano. Ele também se tornou o primeiro jogador na história dos Celtics a fazer vários jogos de playoffs de 50 pontos. Ele também se tornou o primeiro jogador a marcar 50+ pontos sem nenhum turnover, o primeiro a registrar 50+ pontos, 10+ rebotes e 5+ assistências em uma vitória em série e o primeiro a marcar 50+ pontos em um jogo da temporada regular, no NBA All-Star Game e um jogo de playoffs, no mesmo ano.
No jogo 4 das finais da Conferência Leste, Tatum anotou 33 pontos, 11 rebotes e sete assistências na vitória por 116 a 99 sobre o Miami Heat. Ele superou Paul Pierce com mais cestas de três pontos feitos nos playoffs na história do Celtics. No Jogo 6, ele teve 31 pontos e 12 rebotes. No Jogo 7, logo no início do jogo, ele machucou o tornozelo mas conseguiu jogar pelo resto do jogo; No entanto, sua linguagem corporal e sua incomum falta de explosividade deixaram claro que ele estava com dor. Os Celtics perderam a série em sete jogos para o Miami Heat. Durante a entrevista pós-jogo, Tatum abordou sua lesão no tornozelo: "Foi frustrante. Foi difícil me mexer. Apenas frustrante; isso acontece na primeira jogada."

#### Temporada de 2023-24: Título da NBA
Em 4 de novembro de 2023, Tatum registrou 32 pontos e 11 rebotes em uma vitória por 124–114 sobre o Brooklyn Nets e se tornou o jogador mais jovem dos Celtics a alcançar 10.000 pontos na carreira, aos 25 anos e 246 dias de idade. Em 20 de novembro, ele marcou 45 pontos, sua maior pontuação na temporada, além de 13 rebotes e seis assistências, em uma derrota por 121–118 na prorrogação para o Charlotte Hornets. Em 25 de janeiro de 2024, Tatum foi nomeado titular da Conferência Leste no All-Star Game da NBA de 2024, marcando sua quinta seleção consecutiva e sua segunda vez como titular.
Em 13 de fevereiro de 2024, Tatum marcou 41 pontos, sendo 31 deles no primeiro tempo—igualando sua melhor marca pessoal de pontos em um primeiro tempo—além de 14 rebotes, cinco assistências e cinco cestas de três pontos em uma vitória por 118–110 sobre os Nets. Ele também se juntou a Larry Bird como os únicos jogadores na história dos Celtics a marcar 40 pontos ou mais em pelo menos 25 jogos. Em 9 de março, Tatum e Brown combinaram para 56 pontos em uma vitória por 117–107 sobre o Phoenix Suns; Tatum se tornou o terceiro jogador dos Celtics a registrar 1.000 cestas de três pontos, juntando-se a Paul Pierce e ao companheiro Brown. Os Celtics terminaram a temporada regular com a melhor campanha da NBA e vantagem de jogar em casa durante todos os playoffs pela primeira vez desde a temporada de 2007–08.
No Jogo 1 da primeira rodada dos playoffs contra o Miami Heat, Tatum registrou seu primeiro triplo-duplo em playoffs, com 23 pontos, 10 rebotes e 10 assistências, na vitória por 114–94. No Jogo 1 das Finais da Conferência Leste contra o Indiana Pacers, Tatum marcou 36 pontos, incluindo 10 na prorrogação, além de 12 rebotes, quatro assistências e três roubos de bola, na vitória por 133–128. No Jogo 3, ele marcou 36 pontos novamente em uma vitória de virada por 114–111. Os Celtics venceram a série em quatro jogos e avançaram para as Finais da NBA de 2024. Tatum se tornou o sexto jogador na história da NBA, depois de Tim Duncan, Jason Kidd, LeBron James, Nikola Jokić e Luka Dončić, a liderar sua equipe em pontos, rebotes e assistências ao chegar às Finais da NBA.
No Jogo 2 das Finais da NBA de 2024 contra o Dallas Mavericks, Tatum quase registrou um triplo-duplo com 18 pontos, 12 assistências e nove rebotes na vitória por 105–98. No Jogo 3, ele marcou 31 pontos, seis rebotes e cinco assistências, em uma vitória por 106–99. Tatum e Jaylen Brown se tornaram a primeira dupla dos Celtics a registrar pelo menos 30 pontos, 5 rebotes e 5 assistências em um jogo das Finais da NBA. Com isso, também superaram Larry Bird e Kevin McHale no recorde de jogos com 25 pontos como uma dupla dos Celtics em playoffs. Os Celtics venceram a série em cinco jogos, com Tatum registrando 31 pontos, 11 assistências e oito rebotes na vitória por 106–88 no Jogo 5. Ele se tornou o sexto jogador a liderar sua equipe em pontos, rebotes e assistências durante uma campanha de título. Os únicos outros jogadores a fazer isso foram Nikola Jokić, LeBron James, Tim Duncan, Hakeem Olajuwon e Larry Bird. Tatum também liderou os Celtics em todas as três categorias durante as Finais da NBA.

#### Temporada de 2024–25: Renovação recorde
Em 1º de julho de 2024, Tatum assinou uma extensão de contrato de cinco anos no valor de até US$314 milhões, superando a extensão de US$304 milhões de seu companheiro de equipe Jaylen Brown e se tornando o contrato mais valioso da história da NBA.
Em 12 de maio de 2025, em partida válida pela segunda rodada dos playoffs da conferência leste contra os Knicks, Tatum caiu e saiu carregado de quadra, sendo posteriormente visto em uma cadeira de rodas. O time confirmou, no dia seguinte, que o atleta havia sofrido uma ruptura de seu tendão de aquiles e que já havia realizado a cirurgia reparadora. A expectativa de tempo para recuperação é de cerca de dez meses.

## Carreira na seleção
Tatum disputou o Campeonato Mundial de Basquetebol Sub-17 de 2014 e o Campeonato Mundial de Basquetebol Sub-19 de 2015, sendo selecionado para a Segunda-Equipe pelo Eurobasket.com.
Representando a equipe dos EUA no Nike Hoop Summit de 2016, Tatum teve 16 minutos e 57 segundos de ação, registrando 14 pontos, 4 rebotes, 2 assistências, 2 roubos de bola e 1 bloqueio.
Tatum foi selecionado como um dos jogadores da equipe dos EUA nos Jogos Olímpicos de Verão de 2020 em Tóquio, no Japão, que foram adiados para 2021 devido à pandemia de COVID-19. Ele ajudou a equipe dos EUA a conquistar a medalha de ouro com médias de 15,2 pontos, 3,3 rebotes, 1,2 assistências, 0,5 roubos de bola e 1,2 bloqueios. Ele foi o segundo maior artilheiro do time, atrás de Kevin Durant.

## Estatísticas da carreira

### NBA
| † | Campeão da NBA |
|   | Líder da Liga  |

#### Temporada Regular
| Ano      | Equipe   | PJ  | PT  | MPJ  | AP   | 3P   | LL   | RT  | AS  | BR  | TO | PPJ  |
| -------- | -------- | --- | --- | ---- | ---- | ---- | ---- | --- | --- | --- | -- | ---- |
| 2017-18  | Boston   | 80  | 80  | 30.5 | .475 | .434 | .826 | 5.0 | 1.6 | 1.0 | .7 | 13.9 |
| 2018-19  | Boston   | 79  | 79  | 31.1 | .450 | .373 | .855 | 6.0 | 2.1 | 1.1 | .7 | 15.7 |
| 2019-20  | Boston   | 66  | 66  | 34.3 | .450 | .403 | .812 | 7.0 | 3.0 | 1.4 | .9 | 23.4 |
| 2020-21  | Boston   | 64  | 64  | 35.8 | .459 | .386 | .868 | 7.4 | 4.3 | 1.2 | .5 | 26.4 |
| 2021-22  | Boston   | 76  | 76  | 35.9 | .453 | .353 | .853 | 8.0 | 4.4 | 1.0 | .6 | 26.9 |
| 2022-23  | Boston   | 74  | 74  | 37.1 | .466 | .350 | .854 | 8.8 | 4.6 | 1.1 | .7 | 30.1 |
| 2023–24  | Boston † | 74  | 74  | 35.7 | .471 | .376 | .833 | 8.1 | 4.9 | 1.0 | .6 | 26.9 |
| 2024-25  | Boston   | 72  | 72  | 36.4 | .452 | .343 | .814 | 8.7 | 6.0 | 1.1 | .5 | 26.8 |
| Carreira | Carreira | 585 | 585 | 34.5 | .459 | .370 | .840 | 7.4 | 3.8 | 1.1 | .7 | 23.6 |
| All-Star | All-Star | 6   | 5   | 21.5 | .618 | .408 | .500 | 4.5 | 4.7 | 1.7 | .5 | 21.8 |

#### Play-in
| Ano  | Equipe | PJ | PT | MPJ  | AP   | 3P   | LL    | RT  | AS  | BR  | TO  | PPJ  |
| ---- | ------ | -- | -- | ---- | ---- | ---- | ----- | --- | --- | --- | --- | ---- |
| 2021 | Boston | 1  | 1  | 40.6 | .438 | .417 | 1.000 | 8.0 | 4.0 | 1.0 | 2.0 | 50.0 |

#### Playoffs
| Ano      | Equipe   | PJ  | PT  | MPJ  | AP   | 3P   | LL   | RT   | AS  | BR  | TO  | PPJ  |
| -------- | -------- | --- | --- | ---- | ---- | ---- | ---- | ---- | --- | --- | --- | ---- |
| 2018     | Boston   | 19  | 19  | 35.9 | .471 | .324 | .845 | 4.4  | 2.7 | 1.2 | .5  | 18.5 |
| 2019     | Boston   | 9   | 9   | 32.8 | .438 | .323 | .744 | 6.7  | 1.9 | 1.1 | .8  | 15.2 |
| 2020     | Boston   | 17  | 17  | 40.6 | .434 | .373 | .813 | 10.0 | 5.0 | 1.0 | 1.2 | 25.7 |
| 2021     | Boston   | 5   | 5   | 37.0 | .423 | .389 | .918 | 5.8  | 4.6 | 1.2 | 1.6 | 30.6 |
| 2022     | Boston   | 24  | 24  | 41.0 | .426 | .393 | .800 | 6.7  | 6.2 | 1.2 | .9  | 25.6 |
| 2023     | Boston   | 20  | 20  | 40.0 | .458 | .323 | .876 | 10.5 | 5.3 | 1.1 | 1.1 | 27.2 |
| 2024     | Boston † | 19  | 19  | 40.4 | .427 | .283 | .861 | 9.7  | 6.3 | 1.1 | .7  | 25.0 |
| 2025     | Boston   | 8   | 8   | 40.3 | .423 | .372 | .889 | 11.5 | 5.4 | 2.1 | .8  | 28.1 |
| Carreira | Carreira | 121 | 121 | 39.0 | .439 | .348 | .841 | 8.2  | 4.9 | 1.2 | .9  | 24.3 |

### Universitário
| Ano     | Equipe | PJ | PT | MPJ  | AP   | 3P   | LL   | RT  | AS  | BR  | TO  | PPJ  |
| ------- | ------ | -- | -- | ---- | ---- | ---- | ---- | --- | --- | --- | --- | ---- |
| 2016–17 | Duke   | 29 | 27 | 33.3 | .452 | .342 | .849 | 7.3 | 2.1 | 1.3 | 1.1 | 16.8 |

Fonte:

## Prêmios e homenagens
- Campeão da NBA: 2024
- NBA Larry Bird Eastern Conference Finals MVP: 2022;
- MVP do All-Star Game: 2023
- 6x NBA All-Star: 2020, 2021, 2022, 2023, 2024, 2025
- 5x All-NBA Team:
  - Primeiro time: 2022, 2023, 2024, 2025[132]
  - Terceiro time: 2020
- NBA All-Rookie Team:
  - Primeiro time: 2018

## Vida pessoal
Tatum é o filho de Justin Tatum e Brandy Cole. Justin Tatum jogou basquete na Universidade de Saint Louis e é professor de ginástica e treinador de basquete na Christian Brothers College High School, em St. Louis. Anteriormente, foi diretor de atletismo da Soldan International Studies High School por seis anos. Sua mãe, Brandy, formou-se na Faculdade de Direito da Universidade de Saint Louis e atualmente é advogada na área de St. Louis.
Tatum é afilhado do jogador aposentado da NBA, Larry Hughes, que foi colega de colegial de seu pai. Ele também é primo do ex-jogador da NBA e treinador, Tyronn Lue.
Tatum é cristão, creditando Jesus por seu sucesso na carreira. Tatum tem várias tatuagens que mostram sua fé cristã. Ele dirige a Fundação Jayson Tatum, que visa ajudar famílias de baixa renda a construir "riqueza geracional".
Enquanto cursava o ensino médio na Chaminade College Preparatory School, Tatum era amigo do jogador da NHL, Matthew Tkachuk, do Calgary Flames, pois os dois foram colocados na mesma aula de ginástica. Tatum também é amigo do ex-companheiro de Duke e atual jogador da NBA, Harry Giles.
O filho de Tatum, Jayson Jr. (apelidado de "Deuce"), nasceu em 2017. Ele reside em Newton, Massachusetts, onde comprou uma mansão em 2019. Em 2024, Tatum e a cantora e compositora Ella Mai tiveram seu primeiro filho juntos.